# Buck Rogers: Matrix Cubed
Buck Rogers: Matrix Cubed est un jeu vidéo de rôle développé et édité par Strategic Simulations, Inc. en 1992. Il s'agit de la suite de Buck Rogers: Countdown to Doomsday, édité deux ans plus tôt et reposant sur le même moteur de jeu : le Gold Box Engine, initialement développé pour Pool of Radiance.
Matrix Cubed fonctionne sous MS-DOS et met en scène Buck Rogers, le premier héros de science-fiction de l'histoire de la bande dessinée, introduit en 1928 par Philip Nowlan et plus tard popularisé dans Buck Rogers au XXVe siècle, une série télévisée américaine diffusée à partir de 1979.
Une version Amiga du jeu fut développée mais jamais éditée. Elle fit cependant l'objet de plusieurs publicités et fut préviewée dans divers magazines Amiga, dont Amiga Power et Zero. Quelques magazines allemands testèrent même le jeu. Power Play attribua ainsi la note de 78 % au titre, soit un pour cent de moins que son homologue PC et Amiga Joker lui accorda 64 %.

## Trame
Le jeu prend place en 2456 sur une Terre ruinée par l’exploitation industrielle intensive des siècles précédents et dirigée par une unique megacorporation, RAM. Le joueur y contrôle une équipe travaillant pour le NEO, un groupe cherchant à libérer la Terre de l’emprise de la RAM, qui est dirigé par Buck Rogers, un héros légendaire cryogénisé au XXIe siècle. Il se déroule après les événements du premier jeu dont le joueur peut importer ses personnages. Son intrigue tourne autour d’une invention, le Matrix Device, qui permet de tout transformer  en énergie. Le groupe du joueur est recruté afin de retrouver les scientifiques capables de construire cette machine puis de les convaincre de travailler pour le NEO.

## Système de jeu
Les règles de Buck Rogers: Matrix Cubed sont une dérivée de celles du jeu de rôle papier Buck Rogers XXVC édité par Tactical studies rules en 1988. Comme tous les titres Gold Box, le jeu est en tour par tour.

## Accueil
| Buck Rogers: Matrix Cubed |      |       |
| Média                     | Nat. | Notes |
| Dragon Magazine           | US   | 4/5   |

Au total, 38 086 copies du jeu sont vendues par Strategic Simulations.
Rétrospectivement, la journaliste Scorpia du magazine Computer Gaming World le décrit comme une suite « décevante » de Countdown to Doomsday. Elle juge en effet qu’il propose plus de combats que nécessaire, avec notamment trois excursions où le joueur doit faire combattre son groupe sans armes et sans armures. Elle ajoute que son scénario et ses quêtes secondaires sont « inégales et insuffisamment développées » et que, encore plus étonnant, le joueur se voit récompensé par un plantage du jeu lorsqu’il le termine. Elle conclut donc que le jeu est à éviter, sauf pour les plus gros fans de la licence.